# Андрейчє
Андрейчє (словен. Andrejčje) — поселення в общині Блоке, Регіон Нотрансько-крашка, Словенія. Висота над рівнем моря: 769,5 м.